# Ryuhei Tamura
Ryuhei Tamura (田村 隆平?, Tamura Ryūhei; Gifu, 19 aprile 1980) è un fumettista giapponese.

## Biografia
Nato nella prefettura di Gifu, ma originario di Ōtsu nella prefettura di Shiga, è conosciuto per essere l'autore del manga Beelzebub (べるぜバブ?, Beruzebabu), edito dal 2009 al 2014 sulla rivista Weekly Shōnen Jump e consolidatosi come una delle serie a fumetti più seguite in Giappone. Beelzebub è la sua prima opera a lungo termine, opera che ha riscosso grande successo e che è stata pubblicata in numerosi paesi all'estero.
È stato l'assistente di Toshiaki Iwashiro, l'autore di Psyren, altra opera pubblicata sulle pagine di Shonen Jump.

## Opere
- URA BEAT (URA BEAT?) 2003, storia breve (45 pagine)
- Nirai Kanai (ニライカナイより?), 2004, storia breve (49 pagine)
- Omiya Jet (大宮ジェット?, Ōmiya jetto), 2005, storia breve (49 pagine)
- Beelzebub (べるぜバブ?, Beruzebabu), 2009-2014, 28 volumi
- Hungry Marie (腹ペコのマリー?, Harapeko no Marī), 2017, 4 volumi
- Hard-Boiled and Dolphin (灼熱のニライカナイ?, Shakunetsu no Nirai Kanai) 2020-2021, 5 volumi